# Маскулинизирующая лицевая хирургия
Маскулинизи́рующая лицева́я хирурги́я — комплекс пластических операций, направленных на изменение черт лица пациента в соответствии с типичными мужскими характеристиками. К этим процедурам могут прибегать как цисгендерные мужчины, так и трансгендерные мужчины в рамках гендерно-аффирмативных операций, которые также включают в себя феминизирующую хирургию лица для трансгендерных женщин.
Маскулинизирующая хирургия лица может включать в себя различные операции на костях, такие как увеличение подбородка, увеличение скул, а также увеличение лба, челюсти и кадыка. В маскулинизирующей хирургии лица большинство процедур связаны с «добавлением структур для придания лицу более угловатых черт».

## История
Трансгендерные мужчины обращаются за процедурами маскулинизирующей хирургии лица с XX века. В настоящее время маскулинизирующая хирургия лица менее распространена, чем феминизирующая хирургия лица. Уролог Мириам Хадж-Мусса отмечает, что «трансгендерные мужчины редко прибегают к маскулинизирующей хирургии лица, поскольку терапия тестостероном приводит к росту волос на лице и облегчает им презентацию».
В 2011 году Дуглас Аустерхаут описал доступные процедуры маскулинизирующей хирургии лица, опираясь на работы Поля Тессье. В 2015 году Шейн Моррисон опубликовал обзор всех видов гендерно-аффирмативных операций для трансгендерных мужчин, включая маскулинизирующую хирургию лица. В 2017 году преемник Аустерхаута, Джордан Дешам-Брали, опубликовал отчет о первом случае проведения операции по феминизации лица для трансгендерных мужчин, которая включала в себя маскулинизацию кадыка.
По данным Всемирной профессиональной ассоциации по охране здоровья трансгендерных людей (WPATH), для многих трансгендерных мужчин такие операции считаются необходимым с медицинской точки зрения для лечения гендерной дисфории. После публикации рекомендаций WPATH в 2017 и 2018 годах вышло несколько обзорных статей и аналитических материалов, посвященных последним достижениям в этой области.

## Хирургические процедуры
Хирургические процедуры, наиболее часто выполняемые во время маскулинизирующей хирургии лица, часто включают в себя установку лицевых имплантатов и, согласно литературным данным, включают в себя следующее:

### Увеличение лба
Цель увеличения лба — создать менее округлый лоб с более выраженным надбровным валиком, типичным для цисгендерных мужчин. Это может быть достигнуто с помощью индивидуального имплантата, трансплантата кости черепа, пересадки жира или материалов, таких как костный цемент, которые формуются перед затвердеванием. Инъекционные филлеры также могут использоваться в качестве амбулаторной процедуры.

### Увеличение челюсти
Ортогнатическая хирургия впервые была проведена по функциональным причинам в конце XIX века, а косметические процедуры улучшались и совершенствовались на протяжении XX века. При проведении операций по маскулинизации лица целью является создание более крепкой и квадратной челюсти с более острым углом нижней челюсти. Этого можно достичь с помощью трансплантатов гидроксиапатита (костного минерала), которые способствуют росту новой костной ткани, или с помощью индивидуальных имплантатов.

#### Увеличение подбородка
Для изменения внешнего вида челюсти может быть выполнено увеличение подбородка. Это может быть достигнуто с помощью имплантатов подбородка или остеотомии, чтобы сделать кончик подбородка шире и рельефнее.

### Увеличение адамова яблока
В этой новой процедуре используется имплантат, изготовленный из хряща, взятого из грудной клетки пациента, для увеличения кончика щитовидного хряща, известного как «Адамово яблоко». Впервые такая операция была выполнена в 2017 году.